# Anthony Jeselnik
Anthony Jeselnik (IPA: ˈdʒɛsəlnɪk; Pittsburgh, 1978. december 22. –) amerikai humorista, író, színész és producer.
A  Late Night with Jimmy Fallon első évadának írója volt. Stand-upos karrierje 2009-ben kezdődött. Első nagylemeze, a Shakespeare 2010-ben jelent meg. Ugyanebben az évben a Comedy Central Roast írója lett, 2011-ben Donald Trump "égetésének" a házigazdája volt, 2012-ben Charlie Sheen és Roseanne Barr "égetésén" is fellépett. 2013-ban elindult saját műsora a Comedy Centralon The Jeselnik Offensive címmel, illetve megjelentette második lemezét Caligula címmel, amely egy egyórás különkiadás neve is.
2015. július 22.-én a Last Comic Standing műsorvezetője lett, leváltva J. B. Smoove-ot. 
Második különkiadását, a Thoughts and Prayers-et 2015 októberében mutatta be a Netflix.

## Élete
Anthony Jeselnik 1978. december 22.-én született Pittsburgh-ben. Szülei szlovén felmenőkkel rendelkeznek. Upper St. Clair Township-ben nőtt fel. Már gyerekkorától érdekelte az emberek megnevettetése; az általános iskolában gyakran félbeszakította az órát viccmeséléssel. Egy alkalommal egy osztálytársa egy másik városba költözött, mire ő szarkasztikusan így felelt: "Küldj képeslapot." 1997-ben érettségizett. Egyetemista korában barátnője véletlenül felgyújtotta a lakását.
Húszas éveinek elején Los Angelesbe költözött, ekkor próbálkozott a stand-uppal. Hatásainak Mitch Hedberget, Dennis Millert, Sarah Silvermant és Steven Wrightot tette meg.
A Comedy Cellar klub volt az "otthona", ahol megengedték neki, hogy korábban felléphessen, hogy korán haza tudjon menni és ki tudja alueni magát. Az itt fellépő humoristák hatással voltak rá. Véleménye szerint a legjobbak a következők voltak: Jim Norton, Colin Quinn, Bobby Kelly és Keith Robinson.
Karrierje 2009-ben kezdődött a Comedy Central Presents műsorral; a csatorna az év kiemelkedő humoristái közé válogatta, olyan nevekkel, mint Nick Kroll, Aziz Ansari, Whitney Cummings, Donald Glover, Matt Braunger, T. J. Miller, Kumail Nanjiani és Jon Lajoie. Ugyanebben az évben a Late Night with Jimmy Fallon egyik írója lett.
Legutóbbi különkiadása a Fire in the Maternity Ward, amelyet 2019. április 30.-án mutatott be a Netflix.
Ateista. Egy ideig Amy Schumerrel járt. A Pittsburgh Steelers rajongója gyerekkora óta; imádja Louis Lippset és Mike Webstert. Kedvenc játékosai Hines Ward és Tom Brady.

## Diszkográfia
- Shakespeare (2010)
- Caligula (2013)
- Thoughts and Prayers (2015)
- Fire in the Maternity Ward (2019)